# Hemipterochilus punctiventris
Hemipterochilus punctiventris är en stekelart som först beskrevs av Moravitz 1885.  Hemipterochilus punctiventris ingår i släktet Hemipterochilus och familjen Eumenidae. Utöver nominatformen finns också underarten H. p. subquadricolor.